# .it
Pour les articles homonymes, voir IT.
.it est le domaine de premier niveau national (country code top level domain : ccTLD) réservé à l'Italie.
Cette extension est prisée par les anglophones pour les combinaisons de mots possibles avec le mot it : write.it (écrire ça), read.it (lire ça), etc.